# Lirainosaurus
Lirainosaurus (que significa "lagarto esguio"; do basco lirain, que significa "esguio", e do grego sauros, que significa "lagarto") é um gênero de saurópode titanossauro que viveu no que é hoje a Espanha. A espécie-tipo, Lirainosaurus astibiae, foi descrita por Sanz, Powell, Le Loeuff, Martinez e Pereda-Suberbiola em 1999. Era um saurópode relativamente pequeno, medindo 4 m de comprimento, possivelmente até 6 m de comprimento para os maiores indivíduos, e pesava cerca de 2 a 4 toneladas métricas.

## Classificação

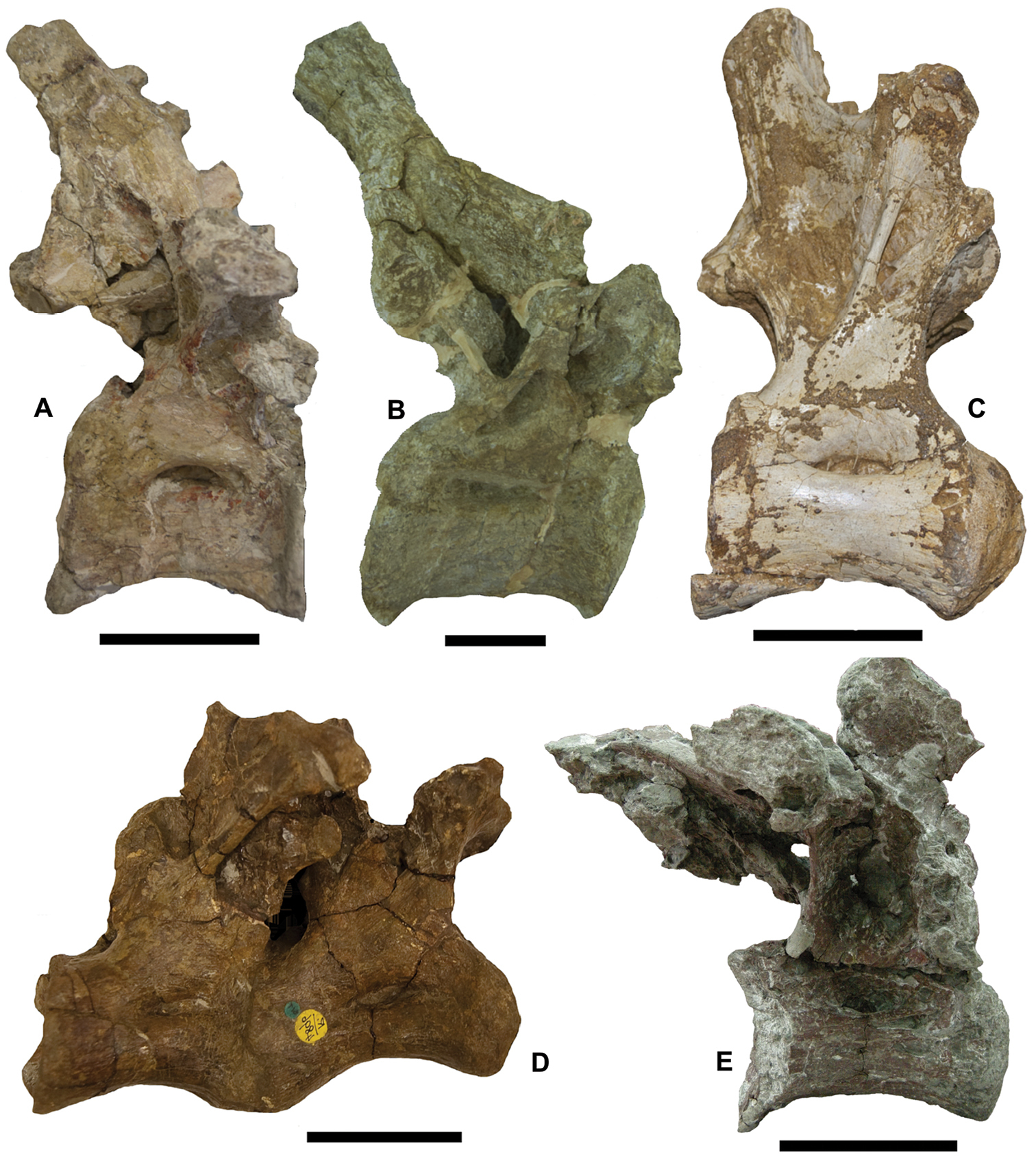
Vértebra dorsal do Lirainosaurus (C) comparada com as de outros titanossauros europeus

Este gênero foi baseado em um fragmento de crânio, dentes isolados, várias vértebras, incluindo o holótipo - uma vértebra caudal anterior, e ossos apendiculares do Cretáceo Superior de Laño [en] (norte da Espanha). Novo material de Laño, Espanha, descrito por Diaz et al. (2013), que inclui vértebras cervicais, dorsais e caudais, costelas dorsais e um arco hemal, foi atribuído a Lirainosaurus.

### Características anatômicas distintivas
Uma diagnose é uma declaração das características anatômicas de um organismo (ou grupo) que o distinguem coletivamente de todos os outros organismos. Algumas, mas não todas, as características em uma diagnose são também automorfias. Uma automorfia é uma característica anatômica distintiva que é única para um determinado organismo. De acordo com Diaz et al., Lirainosaurus pode ser distinguido pela presença de uma lâmina na fossa [en] interzigapofisária das vértebras caudais mais proximais; e a estrutura espinopós-zigapofisária não projetada posteriormente nas vértebras caudais posteriores.

### Filogenia
A combinação de caracteres presentes nos novos restos axiais descritos apoia a colocação de Lirainosaurus como um titanossauro litostrotiano derivado, intimamente relacionado a Saltasaurinae. Os resultados de um resumo não publicado da SVPCA, publicado em 2016, restringem a posição exata de Lirainosaurus, colocando-o como mais próximo de Alamosaurus e Opisthocoelicaudia do que de Saltasaurus. Mais tarde, Diez Diaz et al. (2018) erigiram Lirainosaurinae para acomodar Lirainosaurus, bem como Ampelosaurus e Atsinganosaurus.

## Paleoambiente
Espécimes foram encontrados no sítio Norte-Pirenaico de Bellevue, que está localizado na base do membro Marnes de la Maurine da formação Marnes Rouges Inférieures [en]. Testes bioestratigráficos marinhos da formação situam sua idade em algum lugar entre o Campaniano Superior e o Maastrichtiano Inferior. Outros dinossauros contemporâneos na camada de Bellevue incluem o saurópode titanossauro Ampelosaurus, o rabdodontídeo Rhabdodon e elementos indeterminados de anquilossauros e dromeossaurídeos.
Outro material atribuído a Lirainosaurus foi encontrado na localidade de Fox-Amphoux–Métisson, onde, infelizmente, nenhuma datação magnetoestratigráfica foi realizada. No entanto, a estratigrafia local apresenta a mesma sucessão de fácies que na bacia de Aix-en-Provence, que também tem idade do Campaniano Superior ao Maastrichtiano Inferior.